# József Kovács
József Kovács (Hungría, 3 de marzo de 1926 – 29 de marzo de 1987) fue un atleta húngaro, especializado en la prueba de 10000 m en la que llegó a ser subcampeón olímpico en 1956.

## Carrera deportiva
En los JJ. OO. de Melbourne 1956 ganó la medalla de plata en los 10000 metros, con un tiempo de 28:52.4 segundos, llegando a meta tras el soviético Vladimir Kuts que con 28:45.6 s batió el récord del mundo, y por delante del australiano Allan Lawrence (bronce).